# (32433) 2000 RF92
2000 RF92 (asteroide 32433) é um asteroide da cintura principal. Possui uma excentricidade de 0.04910220 e uma inclinação de 4.95696º.
Este asteroide foi descoberto no dia 3 de setembro de 2000 por LINEAR em Socorro.